# Bleed the Fifth
Bleed the Fifth es el álbum debut de la banda estadounidense de death metal Divine Heresy, publicado el 28 de agosto de 2007 por Roadrunner Records. El álbum vendió aproximadamente 2.700 copias en la primera semana de su lanzamiento al mercado.

## Lista de temas
1. "Bleed the Fifth" – 3:06
2. "Failed Creation" – 3:37
3. "This Threat is Real" – 4:23
4. "Impossible is Nothing" – 3:55
5. "Savior Self" – 3:18
6. "Rise of the Scorned" – 4:54
7. "False Gospel" – 3:20
8. "Soul Decoded (Now and Forever)" – 4:01
9. "Royal Blood Heresy" – 4:42
10. "Closure" – 3:33
11. "Purity Defiled" – 3:31 (bonus track)

## Miembros
- Tommy Cummings - Voz
- Dino Cazares - Guitarra, bajo
- Tim Yeung - Batería

### Músicos invitados
- Tony Campos (Static-X) - Bajo en "Rise of the Scorned" y "Closure"
- Nicholas Barker (ex Cradle of Filth, ex Dimmu Borgir) - Batería en "Rise of the Scorned"
- Logan Mader (ex Machine Head, ex Soulfly) - Guitarra en "Rise of the Scorned", "Royal Blood Heresy" y "Closure"
- Marc Rizzo (Soulfly) - Guitarra en "Rise of the Scorned"

## Sencillos
- "Failed Creation" (2007)
- "Bleed the Fifth" (2008)